# Đỗ Sỹ Huy
Đỗ Sỹ Huy (sinh ngày 16 tháng 4 năm 1998) là một cầu thủ bóng đá người Việt Nam hiện đang thi đấu cho câu lạc bộ Công an Hà Nội ở vị trí thủ môn.

## Danh hiệu

### Câu lạc bộ
U-19 Hà Nội
- U-19 Quốc gia:

 Vô địch: 2016
Công an Hà Nội
- V. League 1:

 Vô địch: 2023
- V. League 2:

 Vô địch: 2022
- Cúp Quốc gia:

 Vô địch: 2024–25

### Cá nhân
- Thủ môn xuất sắc nhất Giải bóng đá Vô địch U-19 Quốc gia: 2016